# Lecanora cenisia
Lecanora cenisia är en lavart som beskrevs av Ach. Lecanora cenisia ingår i släktet Lecanora och familjen Lecanoraceae.  Arten är reproducerande i Sverige. Inga underarter finns listade i Catalogue of Life.